# Pakerova kula
Pakerova kula odnosno Raosova kula je fortifikacijski objekt u Vrgorcu, Hrvatska. Pripada nizu dobro očuvanih materijalnih ostataka osmanske kulturne baštine u gradu, prije svega kulâ. Zaštićeno je kulturno dobro.

## Opis dobra
U gradu je danas osam turskih kula znane pod imenima Avala, Kapetanovića kula (Dizdarevićeva kula), Fratarska kula (Cukarinovićeva kula), Pakerova kula, Muminova kula, Raosova kula. Kao malo gdje na jugu Hrvatske, naglašene su u naselju i brojem i po položaju. Namjena im je bila stambena i obrambena. Služila su kao sigurno prenoćište.
Kula je danas obnovljena. Danas je dio sklopa staračkog doma Imakulate (u izgradnji), koju vode časne sestre.
Nalazi se u Tina Ujevića 38. Pakerova kula, odnosno Raosova kula, kako se još naziva, izgrađena je kao slobodnostojeća zgrada unutar površine nepravilnog oblika, dužine oko pet metara a širine oko šest metara. Orijentirana je sjever-jug. Sastoji se od prizemlja, dva kata i potkrovlja. Datira se u 17. stoljeće.

## Zaštita
Pod oznakom Z-3823 zavedena je kao nepokretno kulturno dobro - pojedinačno, pravna statusa zaštićena kulturnog dobra, klasificirano kao "stambene građevine".

## Vanjske poveznice
- TZ Vrgorac  Arhivirana inačica izvorne stranice od 6. ožujka 2016. (Wayback Machine)